# Vahan Tékéyan
Vahan Tékéyan (en arménien : Վահան Թէքէեան), né le 21 janvier 1878 à Constantinople et mort le 4 avril 1945 au Caire, est un poète arménien.